# Pierre Teilhard de Chardin
Marie-Joseph Pierre Teilhard de Chardin, (Sarcenat, 1. svibnja 1881. - New York, 10. travnja 1955.), francuski isusovac, teolog, filozof, antropolog, geolog, paleontolog i esejist.

## Životopis
Rođen je kao četvrto od jedanaestero djece u obitelji de Chardin. Od oca Emanuela naslijedio je zanimanje za prirodopis, a od majke Berthe-Adele de Dampierre d'Hornoy pobožnost prema Presvetom Srcu Isusovu. Nakon završenog studija na isusovačkom liceju u Mongréu, 20. ožujka 1899. godine stupio je u isusovački novicijat. Od 1905. do 1908. godine predavao je fiziku i kemiju na isusovačkom collegeu Kairu i usporedo s tim bavio se geološkim istraživanjima u Fayumu, a nakon toga otišao je u Englesku, gdje je studirao teologiju. Zaređen je 24. kolovoza 1911. godine, a godinu dana kasnije upisao je u Parizu kod Marcellina Boulea studij geologije. U prosincu 1914. godine unovačen je u francusku vojsku. Kao bolničar sudjelovao je u nekoliko najvećih bitaka Prvog svjetskog rata uključujući Champagne, Verdun i drugu bitku na Marni. Tijekom vojničke službe razvio je glavne linije svoje misli i počeo pisati mnoštvo vjerskih i filozofskih eseja po kojima će kasnije postati čuven.
Odmah nakon završetka rata Teilhard je završio doktorat te je kratko vrijeme bio nastavnik na pariškom Institut Catholique, a potom je, u proljeće 1923. godine, otputovao u Kinu kako bi pomogao u istraživanjima jednom drugom geologu, također isusovcu, Emile Licentu. Vrativši se u jesen 1924. godine u Pariz, otkrio je daje iz njegovog radnog stola nestala jedna od njegovih rasprava koju je napisao za privatnu uporabu i da je ta rasprava poslana u Rim. U njoj je Chardin iznio mišljenje prema kojemu pripovijest o Adamu i Evi ne govori o onome što se stvarno zbilo nego da je riječ o paraboli. Crkvene su vlasti od njega zatražile da potpiše sporazum kojim se obvezao da neće napisati niti kazati "ništa što bi bilo u suprotnosti s 'tradicionalnim' crkvenim naukom o istočnom grijehu", te da će prihvatiti i druga ograničenja vezana uz objavljivanje filozofskih i teoloških radova. U proljeće 1926. godine vratio se u Kinu i ondje napisao pobožno djelo pod naslovom Božansko okruženje s kojim se nadao uvjeriti crkvene vlasti u svoju pravovjernost. Podnio ga je Crkvi na odobrenje, ali cenzori nisu nikada donijeli konačni sud. Nastavio je pisati eseje koje je širio privatnim kanalima. Ekspedicija u kojoj je sudjelovao kao geolog pronašla je 1929. godine dobro očuvanu lubanju Pekinškog čovjeka (prvog čovjeka koji se koristio vatrom, a živio je prije 400.000 godina u Aziji). Chardin je opširno pisao o tome i o drugim pronalascima vezanim uz tu lubanju. Zahvaljujući radovima o geološkoj prošlosti Kine te iskopavanjima u Indiji i Burmi, uskoro se za njega pročulo u znanstvenim krugovima. Puno je putovao i istupao na konferencijama posvećenim geološkim istraživanjima, osobito u SAD i u Europi.
U lipnju 1940. godine, dok je živio u Pekingu, završio je svoj najpoznatiji rad, knjigu Fenomen čovjeka. U Pekingu je proživio japansku okupaciju, u proljeće 1946. godine, vratio se u Pariz gdje su mu njegovi eseji, umnožavam na šapirografu, donijeli priličnu slavu. To mu je donijelo samo nove poteškoće s crkvenim vlastima. U listopadu 1948. godine otputovao je u Rim, nadajući se da će ishoditi odobrenje za objavljivanje svoje knjige "Fenomen čovjeka". Nije ga dobio, već je zamoljen da istraživački rad nastavi negdje drugdje, a ne u Francuskoj. Preselio je u New York. Nakon dva putovanja u Južnu Afriku (1951. i 1953. godine), bio je uvjeren da je ljudska vrsta nastala u Africi, a ne u Aziji, kako se tada vjerovalo. Smrt ga je neočekivano zadesila na Uskrsnu nedjelju 10. travnja 1955. godine. Pokopan je na isusovačkom groblju u Poughkeepsieu, u državi New York. S dopuštenjem njegovoga isusovačkog poglavara svoje vjerske i filozofske eseje oporučno je ostavio jednom svom prijatelju koji ih je nakon njegove smrti objavio u trinaest svezaka. Njegove knjige imale su velik utjecaj u Crkvi i izvan nje. Vatikan je 1962. godine glede njih izdao "opomenu", ali mnogi promatrači unatoč tomu vjeruju da je on utjecao na pojedine formulacije II. vatikanskog sabora, osobito na pastoralnu konstituciju Gaudium et Spes. Vatikanski državni tajnik za vanjske poslove napisao je 1981. godine u njegovu čast pismo u kojemu gaje nazvao "čovjekom koji je u dubini svoje duše bio čvrsto vezan uz Krista". Njegovi znanstveni radovi sabrani su u deset svezaka, a objavljeno je i dvanaest svezaka njegovih pisama.

## Filozofska i vjerska misao
Chardin je govorio da ga snažno privlače dvije stvari, neosobni svijet materije, kojeg možemo upoznati uz pomoć znanosti i drugi kojeg, zahvaljujući objavljenoj Božjoj riječi, možemo spoznati uz pomoć vjere. Jedno vrijeme ove dvije njegove ljubavi bile su poput dviju zvijezda na nebu koje se otimaju za njegovu dušu. Konačno ih je doveo u sklad tako što je evoluciju shvatio kao proces kojim materijalni svijet raste u duhu: stoje nekoć bilo bezlični svijet materije, postalo je razumno, samosvjesno kao mi sami.
Na njega su istovremeno snažno utjecali pojedini dijelovi Pavlovih poslanica, osobito onaj koji govori o Bogu koji silazi u donji kraj zemlje a potom uzlazi da ispuni sve (Ef 4,9-10). Chardin je pisao da ovaj i slični tekstovi daju utjelovljenju kozmičko i univerzalno značenje.
Objava, po njegovom mišljenju, govori o Bogu koji silazi u svijet materije, dok znanost govori o materiji koja raste u duhu. Dvije zvijezde koje su se otimale za njegovu dušu počele su se približavati. Pavlove poslanice govore o kršćanima koji se ujedinjuju kako bi oblikovali (mistično) Kristovo Tijelo.
Prema drugim Pavlovim tekstovima u ovaj proces uključeno je svekoliko stvorenje kako bi Bog postao sve u svemu (1 Kor 15,28; Ef 1,23; Kol 3:11). Tako je Krist predočen kao onaj u kojemu se sve drži u redu (Kol 1,17). Chardin je evoluciju shvaćao kao proces u kojemu će svi elementi materije postajati međusobno sve više povezani kako bi na kraju tvorili jedinstven organizam. Smatrao je da će taj jedinstveni organizam biti Kristovo Tijelo, tijelo koje će na kraju oživjeti jedinstvena božanska duša. Po njegovom shvaćanju evolucija je proces kojim svijet postaje Netko i, obrnuto, ona je proces u kojemu se utjelovljuje Bog. Chardin je vjerovao da je Bog posvuda prisutan i zato je svijet smatrao svetinjom. Bio je svjestan da se u nekim elementima svoga razmišljanja približava panteističkom poimanju svijeta. Ali, za razliku od panteista, on je ustrajao na osobnom Bogu, na Bogu koji nam se objavio u Isusu. Oslanjajući se na Iv. 3,16, on je Božansko okruženje posvetio "onima koji ljube svijet".
Chardin je vjerovao da je ovo pozitivno shvaćanje primjerenije osjećaju za napredak u modernom svijetu, svijetu koji prema zajedničkoj ljudskoj budućnosti gleda s predanošću i zanosom. No, on je također vjerovao da je suvremenom svijetu potrebna kršćanska vjera i njezino učenje o zagrobnom životu i osobnom Bogu. Bude li čovjek i dalje govorio o bezličnoj budućnosti čovječanstva, koja će završiti sveopćom smrću (entropijom ili smrću svemira, kako to predviđa znanost), ljudi će sve više padati u očaj. Chardin je vjerovao da će se ljudi, kad vide da njihov život nema nikakvog smisla (kako je govorila znanost), okrenuti vjeri ili će se pomiriti s besmislom, te će tako prastari proces evolucije sam nad sobom izvršiti pobačaj u posvemašnjoj malodušnosti. On je svijetu želio pružiti nadu.
Chardinova teologija vidi stvaranje, utjelovljenje i otkupljenje kao trajne procese kojima je cilj punina univerzalnog Krista: "S one strane beskrajnosti vremena i zbunjujuće raznolikosti individuuma događa se jedan jedinstveni proces: pripojenje Kristu njegovih odabranika; stvara se jedino biće: mistično tijelo Kristovo." Ako je čovjek svjestan da je cilj stvaranja Krist, on će na posve drugačiji način shvatiti svoj posao: vidjet će Krista "na vršku svoga pera, svoje lopate, svoga kista, svoje igle - svoga srca i svoga uma. Praveći potez perom ili kistom, ili iglom vodit ću računa o svojim najintimnijim stremljenjima."
Chardin će sa zanosom govoriti o nadolazećem jedinstvu nacija, jer će ono učiniti da svijet bude organski što jedinstveniji: 'Razdoblje nacija je prošlost; ako ne želimo propasti, preostaje nam da odbacimo stare predrasude i posvetimo se izgradnji Zemlje."
Teilhard de Chardin je najpoznatiji upravo po ovom svojem pozitivnom gledanju na stvaranje i po teologiji ljudskog rada, razvoja i ispunjenja. Ipak mnogo je pisao o onemogućavanju, neuspjehu i smrti. Aktivnost i pasivnost, razvoj i propadanje, privrženost i indiferentnost on je shvaćao kao dvije prirodne faze jednog te istog procesa. Mi smo povezani s Kristom preko svih djela našega života; ali kraljevstvo Božje nije od ovoga svijeta. Stoga će naše zajedništvo biti potpuno tek kada umremo. On se molio Bogu da bi i sama smrt bila djelo zajedništva. U svojim razmatranjima o misi rast i razvoj svijeta doživljavao je u simbolu kruha, a slabljenje i smrt u simbolu vina.
Pojedini Chardinovi radovi uglavnom su znanstvene studije, dok su drugi pobožnog karaktera. Većina njegovih eseja govori o svijetu kojemu je potrebna kršćanska vjera i o kršćanima kojima treba vjera u svijet. To je smatrao svojim poslanjem. Njegovo djelo hvale mnogi teolozi i znanstvenici, dok ga drugi kritiziraju stoga što je, po njihovom mišljenju, pobrkao znanstvene discipline i pomiješao pjesništvo s prozom.

## Utjecaj
Od početka 60-ih do početka 70-ih godina prošlog stoljeća Teilhard de Chardin je imao mnogo pristaša. Svojim teološkim radovima ponukao je i druge teologe da na svijet gledaju kao na trajni proces u kojemu su sve pojave međusobno povezane. Veoma mnogo utjecao je na teologe (osobito na Henri de Lubaca i na teologa oslobođenja Juan Luis Segundoa). Njegovu misao nastavili su razvijati pojedini filozofi znanosti (osobito Ian Barbour i Thomas Berry).
Njegovo mistično učenje o ljubavi prema svijetu okrenulo je katoličku duhovnost u jednom sasvim novom smjeru. Ovdje ćemo navesti riječi Thomasa Mertona: "Pravo značenje Teilhard de Chardina ogleda se u tome što je potvrdio svetost materije." Znanstvenici čija je uža specijalnost evolucija (Julian Huxley, Ashlev Montague, Sol Tax) kovali su ga u zvijezde. Mortimer Adler nazvao je njegovu knjigu Fenomen čovjeka jednom od najvažnijih knjiga 20. st. Chardina su citirali političari, aktivisti socijalnog pokreta i stručnjaci koji se bave zaštitom čovjekove okoline. O važnosti njegova utjecaja govorio je i generalni tajnik Ujedinjenih naroda U Tant. Njegove knjige, koje su bile tiskane u malim nakladama, mogle su se vidjeti na policama knjižara u Sovjetskom Savezu u razdoblju najžešćeg hladnog rata. Doživio je i to da postane romaneskni junak. Tako je dospio u roman Morrisa Westa "Ribareve cipele", Williama Blattyja "Egzorcist" i Romaina Garvja "Korijeni neba". Tekstovi su mu uglazbljivani, a nadahnuli su i radove pojedinih slikara i kipara.
O njegovom utjecaju govorili su Flannery O'Connor i Thornton Wilder. Arhitekt Paulo Soleri nazvao je središnju zgradu u svom gradu Teilhardov samostan. Stephen Jay Gould optužio je 1980. godine Chardina za sudioništvo u Piltdownskoj podvali (tobožnji čovjekov fosil pokazan javnosti 1912., 1953. ustanovljeno je da je riječ o prijevari). Međutim, stručnjaci za Piltdown odbacili su tu tvrdnju. J.S. Weiner, koji je vodio glavnu riječ u razotkrivanju prijevare nazvao ju je "besmislicom"; Kenneth Oaklev proglasio ju je "posve netočnom", a Charles Blinderman "jadnom". Iako je Chardinova popularnost u novije vrijeme oslabila, još uvijek postoje skupine koje raspravljaju o njegovom djelu, a okružnice upućene njegovim poklonicima objavljuju se u New Yorku, Londonu i Parizu.